# رينالدو دي سوزا
رينالدو دي سوزا (بالبرتغالية: Reinaldo de Souza‏) هو لاعب كرة قدم برازيلي في مركز الهجوم، ولد في 8 يونيو 1980 في ريو دي جانيرو في البرازيل. لعب مع أولسان هيونداي وبوتافوغو ريغاتاس وغريميو بورتو أليغرينزي ومانيساسبور ونادي أفاي لكرة القدم ونادي بالميراس ونادي تشياباس ونادي غواراني ونادي كريسيوما.

## وصلات خارجية
- رينالدو دي سوزا على موقع اتحاد تركيا (لاعب) (الإنجليزية)
- رينالدو دي سوزا على موقع دوري كوريا الجنوبية (الإنجليزية)
- رينالدو دي سوزا على موقع قاعدة بيانات كرة القدم.إي يو (الإنجليزية)